# ASF-Virus
Das ASF-Virus (abgeleitet von englisch African swine fever virus, auch Afrikanisches Schweinepest-Virus) ist der Erreger der afrikanischen Schweinepest.

Das Virus wurde früher der Familie der Iridoviridae zugeordnet. 1984 wurde es dann in der internationalen Nomenklatur aus dieser Familie herausgetrennt und als einziges Virus der Familie der Asfarviridae (abgeleitet von African Swine Fever And Related Viruses) zugeordnet.

## Erregereigenschaften
Das ASF-Virus ist ein behülltes, doppelsträngiges DNA-Virus, von dem bisher keine anderen serologischen Typen oder Subtypen bekannt sind. Es ist ein sehr hitze- und pH-Wert stabiler Erreger. Selbst stark säurehaltige Lösungen (bis pH-Wert 4) oder stark basische Verbindungen (bis pH-Wert 13) kann das Virus überleben. In Fleischwaren (z. B. Salami oder Schinken) bleibt der Erreger bis zu vier Monaten, im Knochenmark bzw. Schlachtkörper bis zu sieben Monaten infektiös. Durch Temperaturen über 75 °C und Gammastrahlung kann das Virus inaktiviert werden, Sonnenstrahlung und Fäulnisprozesse haben dagegen nur einen geringen Einfluss.
Das Virus vermehrt sich im Zytoplasma der Wirtszellen. Es besitzt eine stark lipidhaltige, äußere Virushülle und ist deshalb anfällig gegenüber Fettlösungsmitteln. Ein besonderer Virulenzfaktor ist, dass das Virus zwar eine Antikörperbildung im Körper hervorruft, jedoch keine das Virus neutralisierende Antikörper gebildet werden. Daher ist auch die Herstellung einer Vakzine heutzutage noch nicht möglich.

## Vorkommen
Das ASF-Virus kommt hauptsächlich in Afrika (Angola, Mosambik) vor. Daneben gilt vor allem Sardinien als enzootisch verseucht. Frühere gelegentliche, weltweite Seuchenausbrüche (Karibik, Südamerika, Mittelmeerinseln, Europa) konnten bisher getilgt werden. Nicht jedoch die aktuellen in Europa.
Wirtsspektrum sind Hausschweine, europäische Wildschweine, Warzenschweine (Phacochoerus aethiopicus), Buschschweine (Potamochoerus porcus) und Lederzecken (Ornithodorus spp.). China ist seit August 2018, Belgien seit September 2018 betroffen. Ende Januar 2019 lag der Schwerpunkt des Vorkommens der Schweinepest im östlichen Mitteleuropa und Teilen Südosteuropas.
Am 22. Januar 2020 berichtete das Bundesministerium für Ernährung und Landwirtschaft, dass 12 km von der deutschen Grenze entfernt im polnischen Teil des Lausitzer Forsts ein infiziertes Wildschwein gefunden wurde.  Epidemiologische Untersuchungen ergaben jedoch im Nachhinein den Juli 2020 als Zeitraum für den Beginn westlich der deutsch-polnischen Grenze (siehe Afrikanische Schweinepest). Auf dem Stand vom 13. November 2020 gab es schon 150 bestätigte Fälle von mit dem Virus infizierten Wildschweinen.

## Übertragungswege

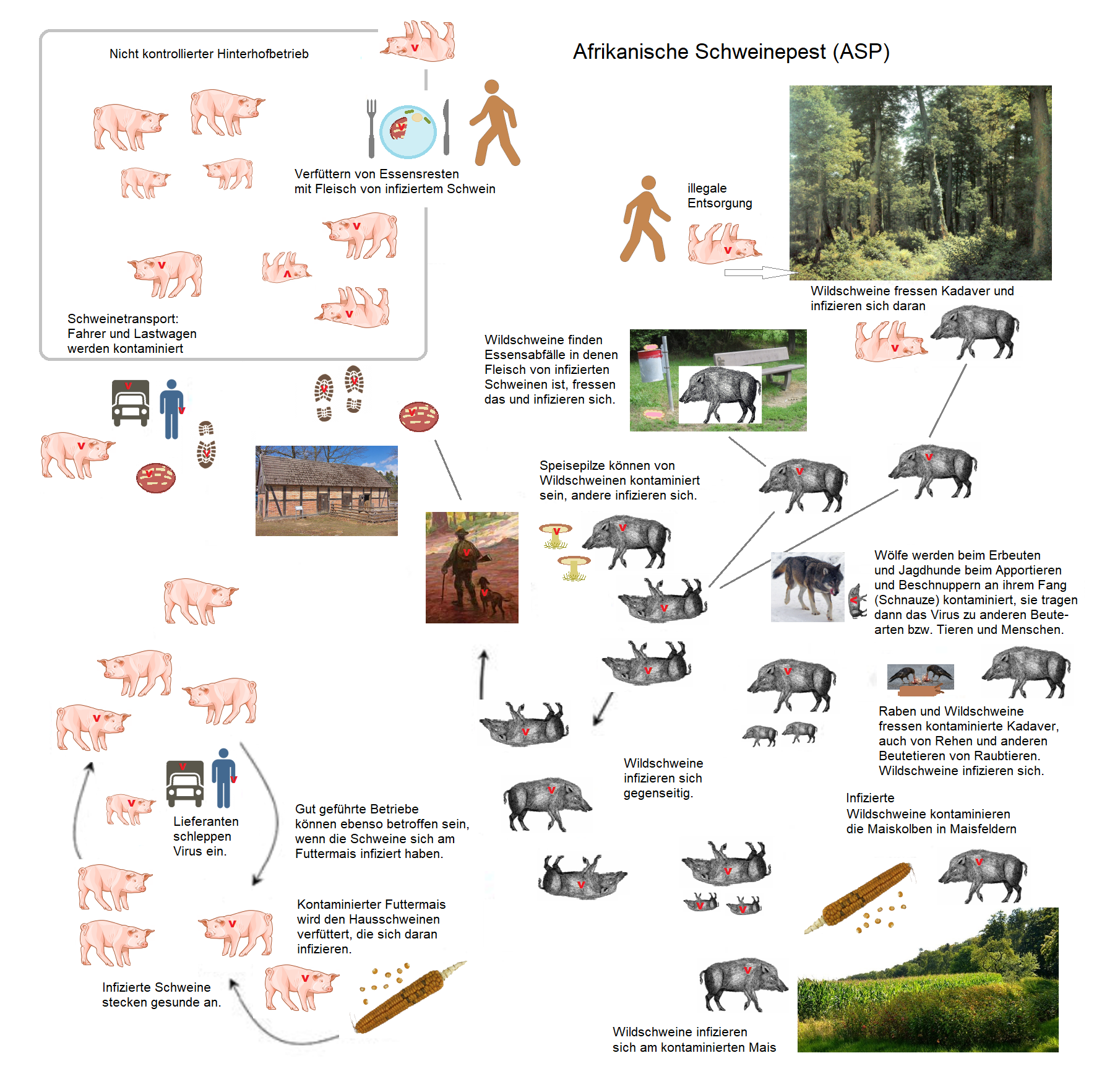
Mögliche Wege der Übertragung ASF-Virus, des Erregers der Afrikanischen Schweinepest

- Innerhalb der wilden Schweinepopulationen durch den Saugakt beim Zeckenstich. 
Das ASF-Virus vermehrt sich in den Zecken und persistiert bis zu drei Jahre innerhalb der Zecke.
- In Hausschweinbeständen vor allem naso-orale Übertragung von Schwein zu Schwein
- Berührungskontakt eines gesunden Schweins mit einem infizierten Schwein
- Kontakt mit Ausscheidungen eines erkrankten Schweins in der Umgebung
- Verzehren eines an der Krankheit verendeten Schweins durch Artgenossen
- Kontakt gesunder Schweine mit kontaminierten Gegenständen
- Fressen von kontaminierten Futtermitteln und Fressen von Essensabfällen, die Fleisch von einem infizierten Schwein enthalten
- Menschen und andere Lebewesen, die nach Berührungskontakt mit einem infizierten Schwein oder mit dessen Ausscheidungen oder mit dessen rohem Fleisch 
den Krankheitserreger äußerlich an sich tragen und ihn als Vektor zu anderen Wild- und Hausschweinen transportieren, welche dann durch Kontakt oder durch kontaminierte Nahrung infiziert werden.

Der Erreger hat eine hohe Umweltresistenz, er bleibt an Gegenständen und Körperteilen haften. Bei Raubtieren, die ein infiziertes Wildschwein erbeutet haben, kann der Erreger an ihrem Fang bleiben, so dass sie das Virus an folgenden Tagen an einem anderen getöteten Beutetier einer anderen Tierart hinterlassen. 
Da Wildschweine gelegentlich Kadaver vertilgen, die von Raubtieren liegen gelassen wurden, können sie auf diese Weise das Virus aufnehmen.
Die extreme Umweltresistenz des Erregers ist der Schlüssel zum Verständnis und zur Entwicklung geeigneter Maßnahmen zur Bekämpfung, 
sowohl in der Schweineproduktion als auch unter natürlichen Bedingungen, wenn die Infektion in Wildschweinpopulationen grassiert.

## Bedeutung
Das ASF-Virus als Erreger der afrikanischen Schweinepest gilt als einer der gefährlichsten Krankheitserreger bei Schweinen. Sein Auftreten führt zu einer sich schnell ausbreitenden Epidemie mit großen ökonomischen Verlusten. Die Krankheit unterliegt daher in vielen Staaten besonderen Bekämpfungsmaßnahmen. Innerhalb der EU gibt es einheitliche Vorschriften zur Tilgung der Seuche, die dann von den einzelnen Mitgliedsstaaten entsprechend behördlich umgesetzt werden.
Zur Eindämmung dieser Krankheit werden die betroffenen Tiere gekeult.